# Lauro Cavazos
Lauro Fred Cavazos Jr. (Kingsville, 4 gennaio 1927 – Concord, 15 marzo 2022) è stato un politico statunitense, segretario dell'Istruzione dal 1988 al 1990 nelle amministrazioni Reagan e Bush Sr..

## Biografia
Nato nel ranch di King Ranch, nella città di Kingsville, in Texas, si laureò in zoologia alla Texas Tech University e conseguì un dottorato in fisiologia all'Università statale dell'Iowa.
Dopo un breve periodo trascorso all'Università Tufts e alla facoltà di medicina della Virginia Commonwealth University, fu preside della facoltà di medicina della stessa Università Tufts per cinque anni dal 1975 al 1980. A partire da quello stesso anni fino al 1988 ricoprì l'incarico di presidente della Texas Tech University.
Benché Democratico, proprio nel 1988 venne nominato dal presidente Ronald Reagan come segretario all'istruzione, diventando il primo politico di origine ispanica a ricoprire un ruolo istituzionale all'interno di un governo statunitense. Riconfermato nell'amministrazione Bush Sr., fu costretto a dimettersi nel 1990 a seguito di un'indagine a suo carico sull'uso improprio del programma frequent flyer.
Dopo le dimissioni ritornò alla Tufts University, dove fu professore di medicina e salute pubblica.

## Vita privata
Sposato con Peggy Murdock, ebbe dieci figli. Viveva nel Massachusetts.